# 40. Jahrhundert v. Chr.
Portal Geschichte | Portal Biografien | Aktuelle Ereignisse | Jahreskalender | Tagesartikel

◄ |
5. Jt. v. Chr. |
4. Jahrtausend v. Chr. | 3. Jt. v. Chr.  ►

◄ |
42. Jh. v. Chr. |
41. Jh. v. Chr. |
40. Jahrhundert v. Chr. |
39. Jh. v. Chr. |
38. Jh. v. Chr. |
►
Das 40. Jahrhundert v. Chr. begann am 1. Januar 4000 v. Chr. und endete am 31. Dezember 3901 v. Chr. Dies entspricht dem Zeitraum 5950 bis 5851 vor heute oder dem Intervall 5192 bis 5104 Radiokohlenstoffjahre.

## Zeitrechnung
- 1. Januar 4000 v. Chr.: Beginn der Zeitrechnung im Kalender der Freimaurer – Jahr 0 AL (Anno Lucis).
- Beda Venerabilis setzt den Beginn der Zeitrechnung ins Jahr 3952 v. Chr.
- 3929 v. Chr.: Schöpfungsjahr gemäß der Berechnungen von John Lightfoot.

## Ereignisse/Entwicklungen
- Die Weltbevölkerung betrug um 4000 v. Chr. etwa sieben Millionen Menschen.[1]
- Um 4000 v. Chr.:
  - Der Tschadsee erlangt mit 1 Million Quadratkilometer ein temporäres Maximum seiner Ausdehnung (das 440-fache seiner heutigen Oberfläche), mit Tiefen größer als 65 Meter. Ab diesem Zeitpunkt beginnt jedoch ein anhaltender Rückgang.
  - Im englischen Plumstead, einem Vorort Londons, wird zum Überqueren eines Sumpfgebiets der Belmarsh Trackway angelegt. Dieser hölzerne Bohlenweg gilt als älteste bisher bekannte Wegekonstruktion in England.
  - Im elamischen Susa entsteht eine feste Ansiedlung.[2]
  - Beginn der iberischen Zivilisation. Die Iberer waren wahrscheinlich von Nordafrika oder vom östlichen Mittelmeerraum aus eingewandert.
  - Erstbesiedlung von Thera (Santorin), die wahrscheinlich von Kreta aus erfolgte.

## Erfindungen und Entdeckungen
- Um 4000 v. Chr.:

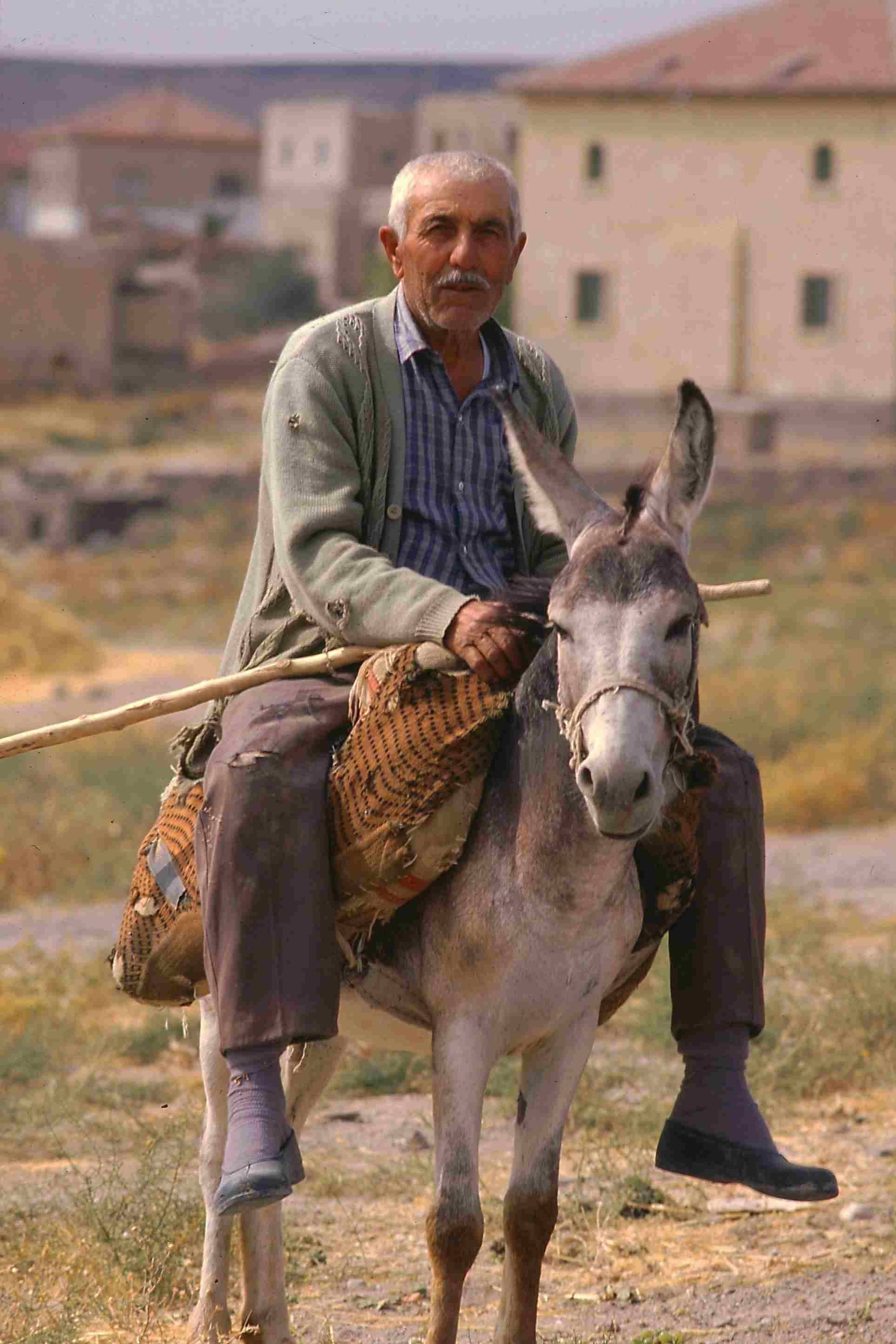
Hausesel in der Türkei

  - Erste Nutzung des Rades für Transportmittel.
  - Domestizierung des Hausesels in Nordafrika.[3]
  - In Ägypten wird Flachs (Leinen) angebaut und systematisch verarbeitet.[4][5]

## Archäologische Kulturen

### Kulturen in Nordafrika
- Tenerium (5200 bis 2500 v. Chr.) in der Ténéré-Wüste mit Fundstätte Gobero

### Kulturen in Ägypten
- Naqada-Kultur (Naqada I – 4500 bis 3500 v. Chr.)
- Die Maadi-Kultur (4000 bis 3500 v. Chr.) in Unterägypten beginnt

### Kulturen in Mesopotamien und im Nahen Osten

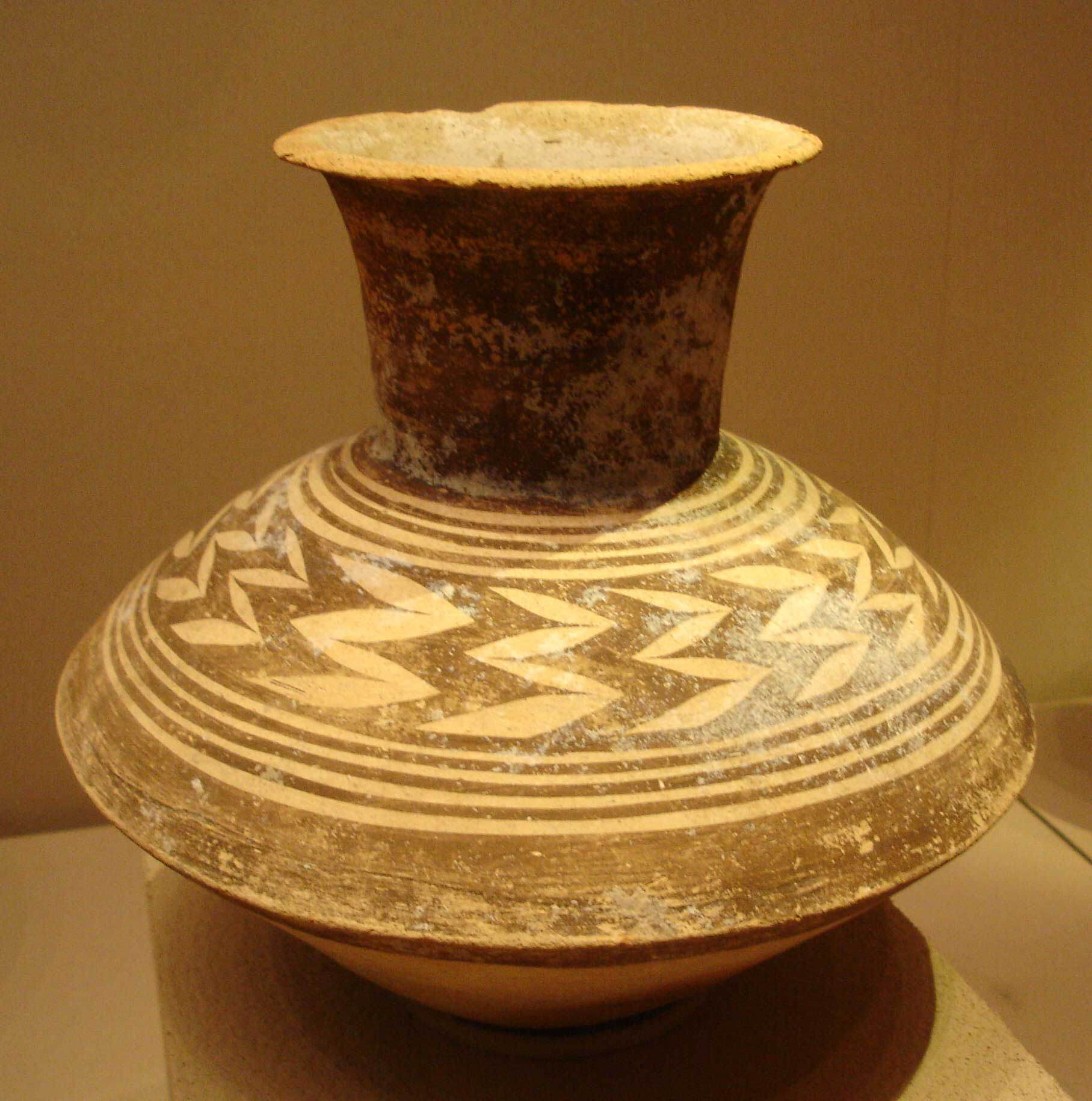
Friesgruppenkeramik aus der späten Obed-Zeit

- Obed-Kultur in Mesopotamien (5500 bis etwa 3500 v. Chr.) – Obed IV
- Frühe Uruk-Zeit (4200 bis 3800 v. Chr.) – Uruk XII bis Uruk XI bzw. LC-2
- Ghassulien-Kultur (4500 bis 3500 v. Chr.) in Israel
- Dschiroft-Kultur (4000 bis 1000 v. Chr.) im Iran
- Ninive (ab 6500 v. Chr.) im Norden Mesopotamiens – Ninive 3 bzw. Gaura A
- Amuq (6000 bis 2900 v. Chr.) in der Türkei – Amuq E
- Tappe Sialk (6000 bis 2500 v. Chr.) im Iran – Sialk III
- Mersin (5400 bis 2900 v. Chr.) in Anatolien – Mersin 15
- Eridu (ab 5300 bis ca. 1950 v. Chr.) in Mesopotamien – Eridu 11-9
- Tappa Gaura (5000 bis 1500 v. Chr.) im Norden Mesopotamiens – Gaura 13-12
- Tepe Yahya VI (4500 bis 3800 v. Chr.) im Iran
- Susa im Iran (ab 4200/4000 v. Chr.) – Susa I (4200 – 3800 v. Chr.)
- Arslantepe in der Türkei – VIII
- Tell Brak (6000 bis 1360 v. Chr.) in Syrien – TW 18-19
- Tell Chuera (5000 bis 1200 v. Chr.) in Syrien
- Tell Hamoukar (4500 bis 2000 v. Chr.) in Syrien
- Tell Hammam et-Turkman in Syrien – Vb

### Kulturen in Ostasien
- China:

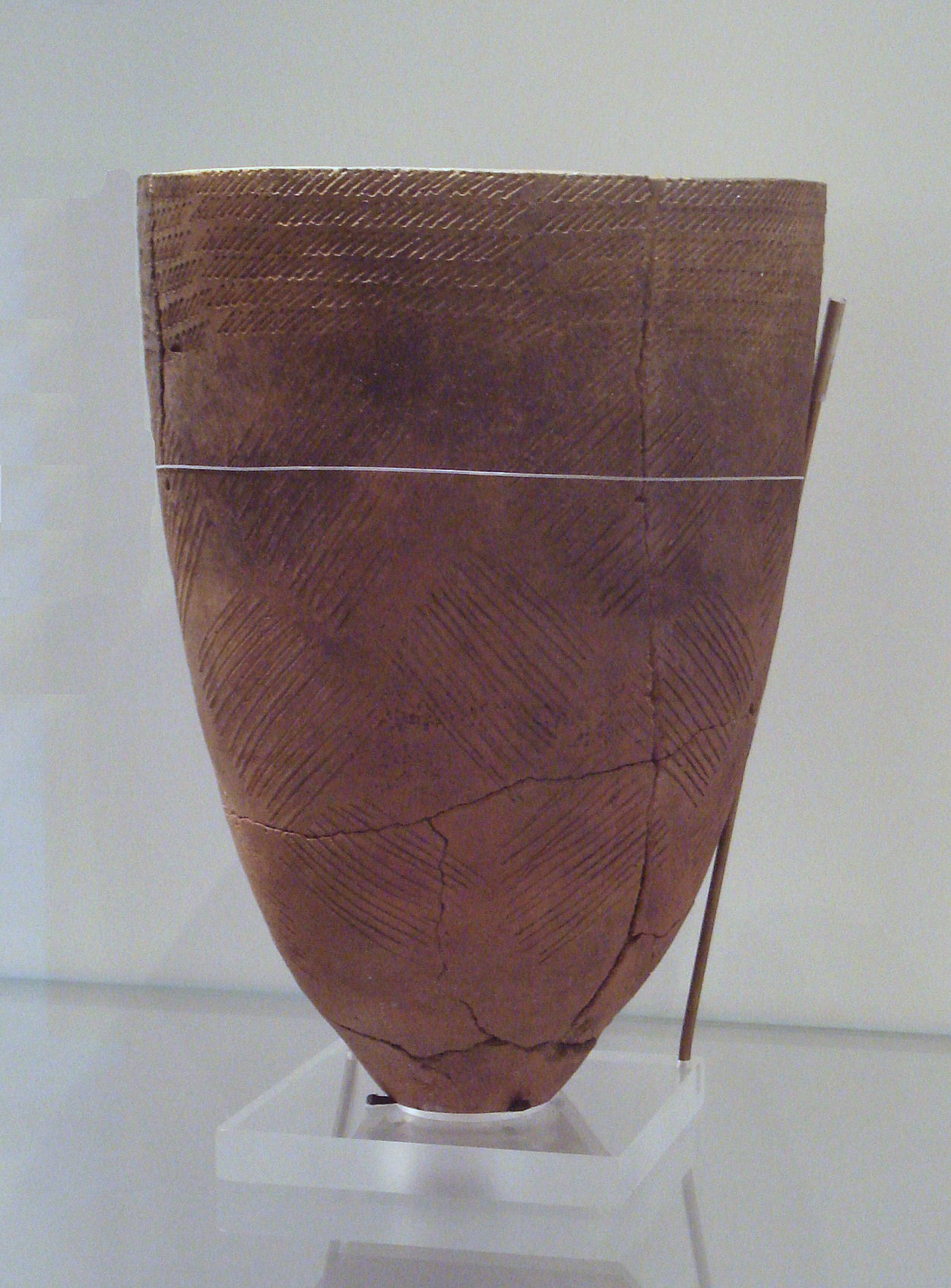
Keramik aus Korea, ca. 4000 v. Chr.

  - Dadiwan-Kultur (5800 bis 3000 v. Chr.), oberer Gelber Fluss
  - Yangshao-Kultur (5000 bis 2000 v. Chr.), Zentral- und Nordchina
  - Hongshan-Kultur (4700 bis 2900 v. Chr.), Nordostchina
  - Daxi-Kultur (4400 bis 3300 v. Chr.), mittlerer Jangtsekiang
  - Dawenkou-Kultur (4100 bis 2600 v. Chr.), entlang Gelbem Meer
  - Einsetzen der Beiyinyangying-Kultur (4000 bis 3000 v. Chr.) am unteren Jangtsekiang

- Vietnam:
  - Beginn der Đa Bút-Kultur (4000 bis 1700 v. Chr.)
- Korea: Frühe Jeulmun-Zeit (6000 bis 3500 v. Chr.)

- Japan: Die Frühe Jōmon-Zeit (Jōmon III – 4000 bis 3000/2500 v. Chr.) setzt ein, erste größere Siedlungen.

### Kulturen in Südasien
- Mehrgarh (7000 bis 2600/2000 v. Chr.) in Belutschistan –  Mehrgarh III (4800 bis 3500 v. Chr.)
- Namazgadepe (5300 bis 1700 v. Chr.) in Turkmenistan – Namazga III
- Rehman Dheri (um 4000 v. Chr.) in Pakistan
- Beginn der Amri-Kultur (4. und 3. Jahrtausend v. Chr.) im Industal

### Kulturen in Sibirien
- Jekaterininka-Kultur (4300 bis 3700 v. Chr.) in Südwestsibirien

### Kulturen in Europa
- Nordeuropa:
  - Bootaxtkultur (4200 bis 2000 v. Chr.) in Skandinavien und im Baltikum
- Nordosteuropa:
  - Memel-Kultur (7000 bis 3000 v. Chr.) in Polen, Litauen und Belarus
  - Grübchenkeramische Kultur (4200 bis 2000 v. Chr. – Radiokarbonmethode: 5600 bis 2300 v. Chr.) in Norwegen, Schweden, Baltikum, Russland und Ukraine
  - Rzucewo-Kultur (5300 bis 1750 v. Chr.) im Baltikum und in Polen
  - Narva-Kultur (5300 bis 1750 v. Chr.) in Estland, Lettland und Litauen
- Osteuropa:
  - Kurgan-Kulturen (5000 bis 3000 v. Chr.) in  Kasachstan und in Osteuropa (Russland, Ukraine)
  - Sredny-Stog-Kultur (4500 bis 3500 v. Chr.) nördlich des Asowschen Meeres
- Südosteuropa:
  - Donauzivilisation (5000 bis 3500 v. Chr.)
  - Cucuteni-Kultur (4800 bis 3200 v. Chr.) in Rumänien, Moldawien und in der Ukraine: Cucuteni, Phase B bzw. Tripolje, Phase B2/C1 (4000 bis 3500 v. Chr.)
  - Gumelniţa-Kultur (4700 bis 3700 v. Chr.) in Rumänien und Moldawien: Phase Gumelniţa A2 (4500 bis 3950 v. Chr.) sowie Phase Gumelniţa B1 und B2 (3950 bis 3700 v. Chr.)
  - Boian-Kultur in Rumänien und Bulgarien (4300 bis 3500 v. Chr.) – Phase IV – Spanţov Phase – 4000 bis 3500 v. Chr.
- Mitteleuropa (Jungneolithikum – 4400 bis 3500 v. Chr.):
  - Ende der Lengyel-Kultur (4900 bis 3950 v. Chr.) in Ungarn, Österreich und Tschechien.
  - Rössener Kultur (4500/4300 bis 3500 v. Chr.) in Ostdeutschland
  - Münchshöfener Kultur (4500 bis 3900/3800 v. Chr.), östliches Mitteleuropa
  - Verschwinden der Jordansmühler Kultur (4300 bis 3900 v. Chr.) im östlichen Mitteleuropa und der
  - Gaterslebener Kultur (4300 bis 3900 v. Chr.) in Ostdeutschland
  - Schussenrieder Gruppe (4200 bis 3700 v. Chr.) in Südwestdeutschland
  - Baalberger Kultur (4200 bis 3100 v. Chr.) in Mitteldeutschland
  - Trichterbecherkultur (4200 bis 2800 v. Chr.) im nördlichen Mitteleuropa
    - Wangels-Phase (4200 bis 3900 v. Chr.)

  - Ende der Pollinger Gruppe (4100 bis 3900 v. Chr.) in Bayern
- Westeuropa und Südeuropa:
  - Vasi-a-bocca-quadrata-Kultur (5100 bis 3800 v. Chr.) in Norditalien
  - Chassey-Lagozza-Cortaillod-Kultur (4600 bis 2400 v. Chr.) in Frankreich, Schweiz und Italien mit
    - Chasséen (4300 bis 3500 v. Chr.) in Frankreich
    - Cortaillod-Kultur (klassisch: 4300 bis 3900 v. Chr.) in der Schweiz

  - Megalithkulturen:
    - Frankreich (4700 bis 2000 v. Chr.)
    - Iberische Halbinsel (4000 bis 2000 v. Chr.)
      - Spanien (4000 bis 2000 v. Chr.)

    - Sardinien: Ozieri-Kultur (4000 bis 3200 v. Chr.)
    - Malta: die Żebbuġ-Phase (4100 bis 3800 v. Chr.) mit dem Brochtorff Circle

### Kulturen in Amerika
- Nord- und Zentralamerika:
  - Archaische Periode. Ab 4000 v. Chr. Errichtung von Mounds in den östlichen Waldgebieten.
  - Coxcatlán-Phase (5000–3400 v. Chr.) in Tehuacán (Mexiko).
- Südamerika:
  - Chinchorro-Kultur (7020 bis 1500 v. Chr.) in Nordchile und Südperu.
  - Ecuador: Valdivia-Kultur (3950 bis 1750 v. Chr.)
  - Mittlere Präkeramik (7000 bis 4000 v. Chr.) in Nordchile. Unterstufen Alto Barranco und Alto Aguada entlang der Pazifikküste und Rinconada im Hinterland